# Maimbung
Maimbung is een gemeente in de Filipijnse provincie Sulu op het eiland Jolo. Bij de laatste census in 2007 had de gemeente ruim 38 duizend inwoners.

## Geografie

### Bestuurlijke indeling
Maimbung is onderverdeeld in de volgende 27 barangays:
| - Anak Jati - Bato Ugis - Bualo Lahi - Bualo Lipid - Bulabog - Duhol Kabbon - Gulangan - Ipil - Kandang - Kapok-Punggol - Kulasi - Labah - Lagasan Asibih - Lantong | - Lapa - Laud Kulasi - Laum Maimbung - Lower Tambaking - Lunggang - Matatal - Patao - Poblacion - Ratag Limbon - Tabu-Bato - Tandu Patong - Tubig-Samin - Upper Tambaking |

## Demografie
Maimbung had bij de census van 2007 een inwoneraantal van 38.092 mensen. Dit zijn 13.110 mensen (52,5%) meer dan bij de vorige census van 2000. De gemiddelde jaarlijkse groei komt daarmee uit op 5,99%, hetgeen hoger is dan het landelijk jaarlijks gemiddelde over deze periode (2,04%). Vergeleken met de census van 1995 is het aantal mensen met 16.400 (75,6%) toegenomen.

De bevolkingsdichtheid van Maimbung was ten tijde van de laatste census, met 38.092 inwoners op 77,5 km², 491,5 mensen per km².

## Geboren in Maimbung
- Abdusakur Tan (13 juli 1950), politicus.